# Школы Алтынсарина
Школы Алтынсарина — учебные заведения, организованные Ибраем Алтынсарином в Тургайской области. (1864—1889). Типы учебных заведений, которые открыл Алтынсарин: двухклассные 6-летние интернатские училища (в уездных городах), одноклассные (3-4-годовые) волостные начальные школы, школы для девочек (1887), аульные школы (1892). Алтынсарин проектировал также профессионально-технические и сельскохозяйственные учебные заведения, в 1883 открыл учительскую школу. Алтынсарин создал основу учебно-просветительской системы в Казахстане. С 1864 — организатор школ в Тургайской области. Школы Алтынсарина выполнили огромную работу по ликвидации безграмотности и подготовке профессиональных специалистов.